# Lake Mackenzie (Tasmanien)
Der Lake Mackenzie ist ein See im Norden des australischen Bundesstaates Tasmanien.
Er liegt im Nordwestteil der Central Plateau Conservation Area, südlich der Great Western Tiers. Der Fisher River tritt an seinem Südufer ein und an seinem Westufer aus.